# البلورات متساوية الأطوال المحورية
البلورات متساوية الأطوال المحورية عبارة عن بلورات لها محاور بنفس الطول تقريبًا.
الحبوب المتساوية المحاور من الممكن أن تكون في بعض الحالات مؤشراً على إعادة البلورة.
يمكن الحصول على بلورات متساوية المحور عن طريق المعالجة بالحرارة، أي التلدين والتطبيع.